# Котсуолд (район)
Котсуолд (англ. Cotswold) — район в графстве Глостершир на юго-западе Англии. Назван в честь гряды Котсуолдс, на территории которой находится. Главный город — Сайренсестер, рядом с которым находится исток реки Темзы. В городе Леглейд также находится самая высокая точка реки, в которой она является судоходной.

## История
Район был образован во время административной реорганизации 1 апреля 1974 года. Во время наводнения 2007 года в Котсуолде было затоплено около 53% территории.

## Транспорт
Рядом с деревней Кембл находится аэропорт авиации общего назначения Котсуолд. Из центрального Лондона в район проходит железнодорожная линия First Great Western, со станцией в городе Кембл.